# Václav Luks
Pour les articles homonymes, voir Luks.
Václav Luks (né le 14 novembre 1970 à Rakovník) est un claveciniste, corniste, chef d'orchestre, musicologue et pédagogue tchèque qui, depuis 1995, est principalement actif dans le domaine de l'interprétation historiquement informée.

## Biographie
Václav Luks commence sa formation musicale au conservatoire de Pilsen dans des classes de cor et de piano, et après ses études à l'Académie de Prague, il obtient un poste de corniste à la radio de la tchéquie occidentale, et de 1989 à 1991 au Théâtre national de Prague. À partir de 1992, il reprend ses études à la Schola Cantorum de Bâle dans la classe de clavecin de Jörg-Andreas Bötticher (de), et dans la classe de basse continue de Jesper Bøje Christensen (de) et en 1997, il obtient son diplôme de soliste. De 1996 à 1999, il enseigne la basse continue à l'Académie de Prague et de 2001 à 2003 il était chargé de cours à l’École supérieure de musique de Leipzig. Depuis 2013 il enseigne la direction chorale à la Hochschule für Musik Carl Maria von Weber à Drèsde. Luks est membre du jury de plusieurs compétitions de musique ancienne, comme la « Schmelzer-Wettbewerb Melk ».
En 1990, il fonde à Prague l'orchestre baroque Collegium 1704, qui comprend à partir de 2005 et jusqu'à aujourd'hui une structure professionnelle qu'est la « Collegium vocale 1704 », créée dans le même temps, et qui rend possible d'interpréter de grandes œuvres vocales comme les Passions de Bach.
Il a joué du cor naturel à l'Académie de musique ancienne de Berlin et est l'un des chefs d'orchestre invités du La Cetra Barockorchester Basel. Son travail s'oriente en particulier autour des œuvres de compositeurs provenant de Bohême, comme Jan Dismas Zelenka, Antonín Reichenauer, Josef Mysliveček ou Georg Anton Benda. Il participe en tant qu'invité à des festivals de musique ancienne en France comme le Festival de Sablé à Sablé-sur-Sarthe, le Festival de La Chaise-Dieu, le Festival de Sully et du Loiret, le Festival d'Ambronay, mais aussi au Festival du Printemps de Prague ou en tant qu'artiste en résidence au « Svatováclavského hudebního festivalu » à Ostrava. Il est également invité plusieurs fois au Festival de Salzbourg, et en 2014 le Collegium 1704 avec Luks sont Artist in residence au Festival Oude Muziek.
Il a enregistré pour les labels Zig-Zag Territoires, Supraphon, Arta et Pan Classics.

## Discographie
- Jean-Philippe Rameau: Les Boréades (Chateau de Versailles Spectacles 2020)
- Jan Dismas Zelenka: Missa 1724 (Accent, 2020)
- Magdalena Kožená: Il giardino dei sospiri | Marcello, Vinci, Leo, Gasparini, Händel (Accent, 2019)
- Georg Frideric Handel: Messiah (Accent, 2019)
- Johann Sebastian Bach: Oboe concertos et cantatas (Accent, 2018)
- Josef Mysliveček: Violin Concertos (Accent, 2018)
- Jan Dismas Zelenka: Sonatas ZWV 181 | a 2 oboi (violino) e 2 bassi obligati /2CD/ (Accent, 2017)
- Jan Dismas Zelenka: Missa Divi Xaverii ZWV 12 (Accent, 2015)
- Johann Sebastian Bach: Mše h moll BWV 232 (Accent, 2013)
- Jan Dismas Zelenka: Officium defunctorum ZWV 47 / Requiem ZWV 46 (Accent, 2011)
- Antonín Reichenauer: Concertos | Koncerty (Supraphon, 2010)
- Jan Dismas Zelenka: I Penitenti al Sepolcro del Redentore (Zig-Zag Territoires, 2009)
- Jan Dismas Zelenka: Missa votiva (Zig-Zag Territoires, 2008)
- Jan Dismas Zelenka: Composizioni per Orchestra | Orchestrální skladby (Supraphon, 2005)
- Jiří Antonín Benda: Harpsichord Concertos | Koncerty pro cembalo (ARTA Records, 2005)
- Henrico Albicastro: Concerti a quattro, op. 4 (PAN Classics, 2001)